# Cometă razantă
O cometă razantă (la Soare, în engleză Sungrazing) este o cometă care trece la perihelii extrem de aproape de Soare, uneori la doar câteva mii de kilometri de suprafața acestuia. În timp ce micile comete razante pot să se evapore în cursul unei asemenea treceri, cele mai mari pot să supraviețuiască mai multor treceri la periherliu. Totuși, importanta evaporare și forțele mareice conduc adesea la fragmentarea lor.

## Descoperire și istoric
Cometele razante au fost descoperite când astronomii au început să calculeze orbitele Marilor Comete. Prima identificată ca atare a fost Marea Cometă din 1680. Calculele au indicat că ea trecuse la doar 200.000 km (0,0013 ua de suprafața solară, ceea ce corespunde la circa jumătate din distanța dintre Pământ și Lună.
Ca urmare, multe comete strălucitoare se dovedesc a fi comete razante. Se pot cita Marile Comete din 1843, 1880, 1882, 1887 sau 1945. Orbitele acestor comete se dovedesc nu numai razante, dar și apropiate unele de celelalte. Oamenii de știință au crezut la început că ar fi vorba de una și aceeași cometă a cărei periodicitate era alterată la fiecare trecere. În 1880, a fost propusă ipoteza că numeroasele comete razante erau bucăți dintr-o aceeași cometă care s-ar fi dislocat. Această ipoteză a fost întărită atunci când Marea Cometă din 1882 s-a spart în mai multe fragmente.
În 1888, Heinrich Kreutz a calculat că mai multe comete, dar nu toate, puteau fi explicate prin dislocarea unei mari comete razante, cu mai multe revoluții înainte. Alte comete de același tip au fost observate în continuare: 1945, 1963, 1965. Cometele de acest tip sunt clasificate în Grupul lui Kreutz.
Studiul cometelor razante a suferit o stimulare la sfârșitul anilor 1970, odată cu lansarea primilor sateliți de observație a Soarelui. Instrumentul SOLWIND, aflat pe satelitul P78-1, a descoperit 6 comete razante între 1978 și 1984. Apoi, coronograful misiunii Solar Maximum Mission (SMM), lansată în 1980, reparat pe orbită în 1984 a descoperit alte 10 comete razante între 1987 și 1989. Dar mai cu seamă SoHO, lansat în 1995, care a permis descoperirea mai multor sute de comete, adesea de către amatori care observă imaginile difuzate în timp real pe Internet. Studiul statistic al datelor recoltate permite astăzi clasarea cometelor razante în diferite grupe, și nu numai în grupul lui Kreutz.

## Origine
În situația în care cometele razante sunt comete obișnuite, originare din Norul lui Oort sau din cel al lui Hills, astronomii gândesc că diferitele grupuri de comete razante au fiecare, la origine, o mare cometă fragmentată.
Astfel, cercetarea asupra dinamicii acestor grupuri încearcă să determine când s-au spart aceste comete originare și încearcă să apropie cometele istorice, foarte strălucitoare, și cometele razante de talie mare.

## Clasificare
Diferitele comete razante sunt clasificate în grupuri, în funcție de interrelația orbitelor  lor. În general, se crede că membrii unui aceluiași grup sunt fragmentele unei aceleiași comete, care s-a dislocat de pe orbita precedentă.
Grupurile recunoscute sunt următoarele:
- grupul lui Kreutz conține 94 % din cometele razante și a fost recunoscut deja în 1880; în general este subdivizat în două subgrupuri, care reprezintă fiecare din diviziunea succesivă a două fragmente  ale unei comete originale;
- grupul lui Marsden identificat în 2002[2][3] ;
- grupul lui Meyer identificat și el în 2002[2][4] ;

Alte două grupuri sunt propuse, însă nu sunt încă recunoscute de Uniunea Astronomică Internațională, numărul de membri (între 3 și 5 pentru fiecare din ele, față de aproape 100 pentru grupele lui Marsden și Meyer) fiind foarte mic:
- grupul lui Kracht I[5] ;
- grupul lui Kracht II[6].